# فصلنامه معماری و ساختمان
فصلنام سازمانه معماری و ساختمان یک مجلهٔ ایرانی در حوزهٔ معماری و صنعت ساختمان‌سازی است. در سال ۱۳۸۲ مجوز نشریه صادر شد و نخستین شماره آن در بهار ۱۳۸۳ منتشر شد. مدیرمسئول و سردبیر این مجله احمد زهادی است. این فصلنام سازمانه همچنین برگزارکنندهٔ جوایزی از قبیل «معماری داخلی ایران» {{{textجایزه طراحی و معماری نما، مسابقه معماری شهر آفتاب، مسابقه طراحی بنای جدید کارخانه پرشین استاندارد، مسابقه طراحی اجزا و عناصر چیدمان در معماری داخلی، کارگاه آموزشی طراحی و معماری نما از منظر شهری، کنفرانس بین‌المللی طراحی و معماری نما از منظر شهری، کنفرانس بین‌المللی معیارهای نو در معماری امروز،}}}[نیازمند یادکرد]کنفرانس بین‌المللی معماری پایدار (فرهنگ، تاریخ، هویت و میراث) و مراسم تقدیر از معمار معاصر ایرانی بوده‌است.

## جایزهٔ معماری داخلی ایران
معماری و ساختمان از سال ۱۳۸۷ جایزهٔ «معماری داخلی ایران» را برگزار می‌کند.